# Балтська округа
Ба́лтська окру́га (рос. Балтский округ) — адміністративно-територіальна одиниця Української СРР в 1923–1924 роках. Центр — місто Балта.

## Історія
Створена 7 березня 1923 року в складі Одеської губернії
УСРР.
Ліквідована 26 листопада 1924 року у зв'язку зі створенням АМСРР. Ясенівський, Савранський і частина Святотроїцького району відійшли до Першомайської округи Одеської губернії, частини Валегуцулівського і Святотроїцького районів — до Одеської округи Одеської губернії, частина Крутянського району — до Тульчинської округи Подільської губернії. Решта території з містом відійшла до АМСРР.

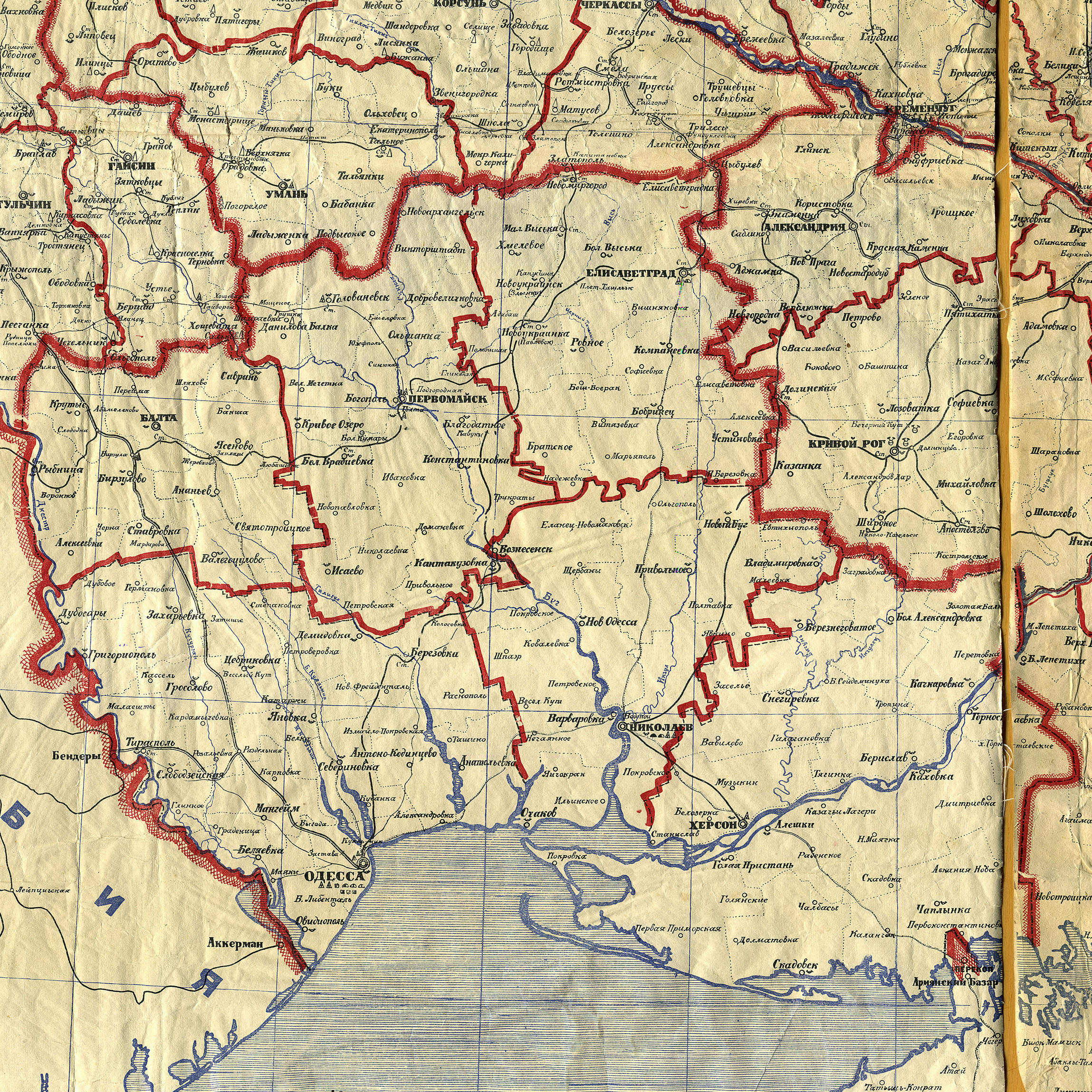
Карта Балтької округи у складі Одеської губернії, 1923
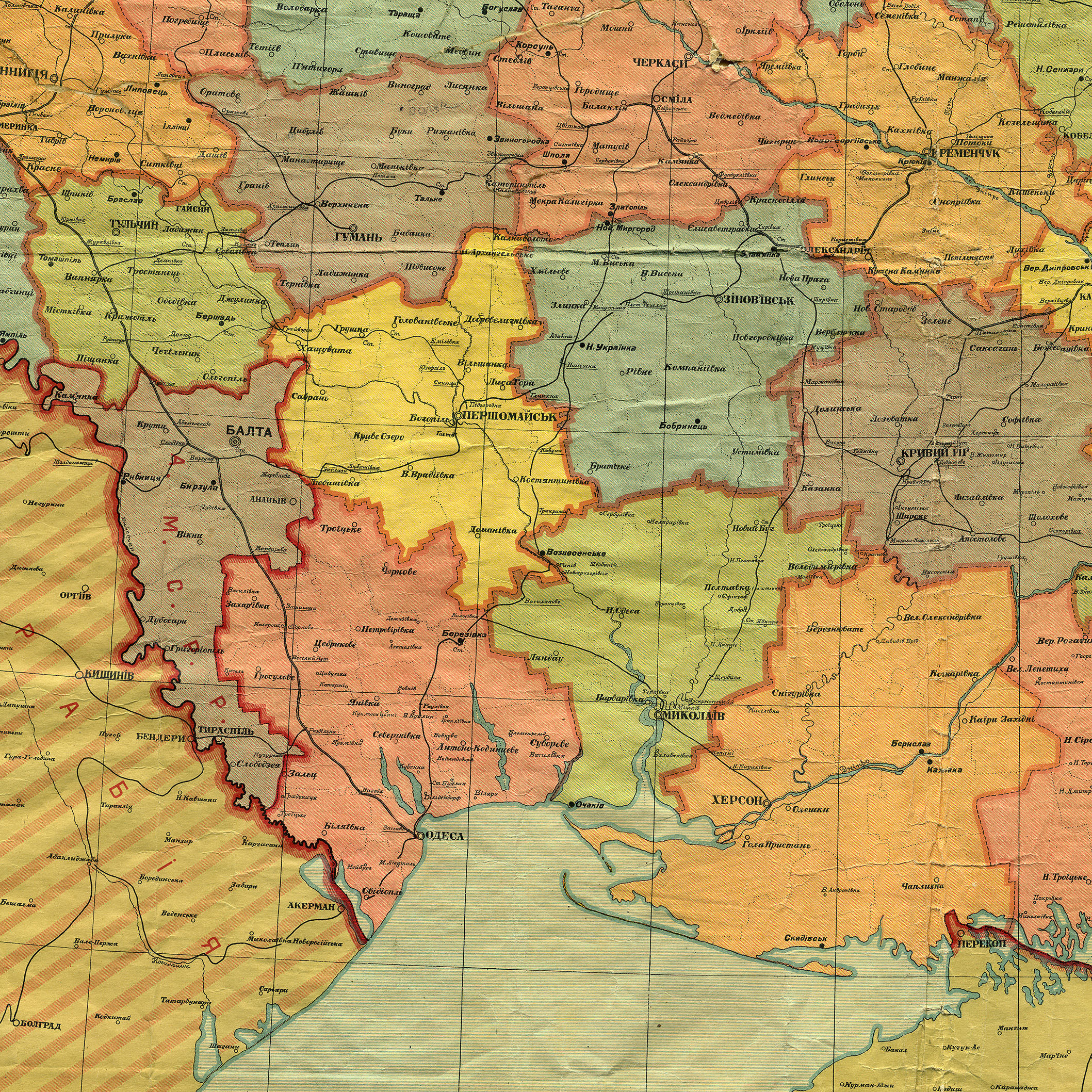
Карта АМСРР, адміністративні межі станом на 1 жовтня 1925
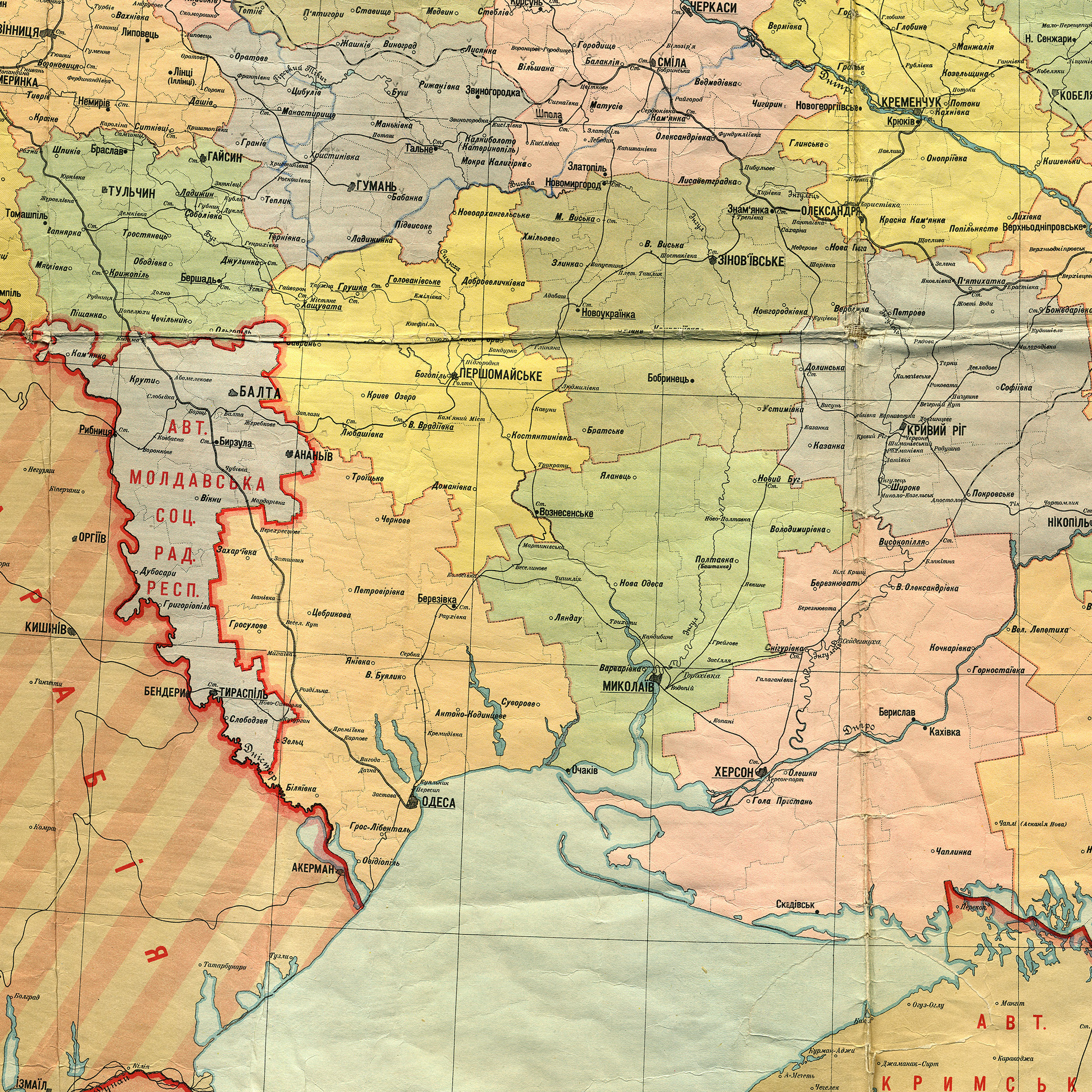
Карта АМСРР, адміністративні межі станом на 1 березня 1927

## Керівники округи

### Відповідальні секретарі окружного комітетуКП(б)У
- Миронер Х. Г. (.03.1923—1923),
- Кульнев В. А. (1923—1924),
- Єфимов (1924)

### Голови окружного виконавчого комітету
- Логинов Федір Савелійович (.05.1923—.09.1923)
- Гебель Ананій Семенович (.09.1923—1924)
- Березовський, в. о. (.10.1924)